# ジョージ・トランブル・ラッド

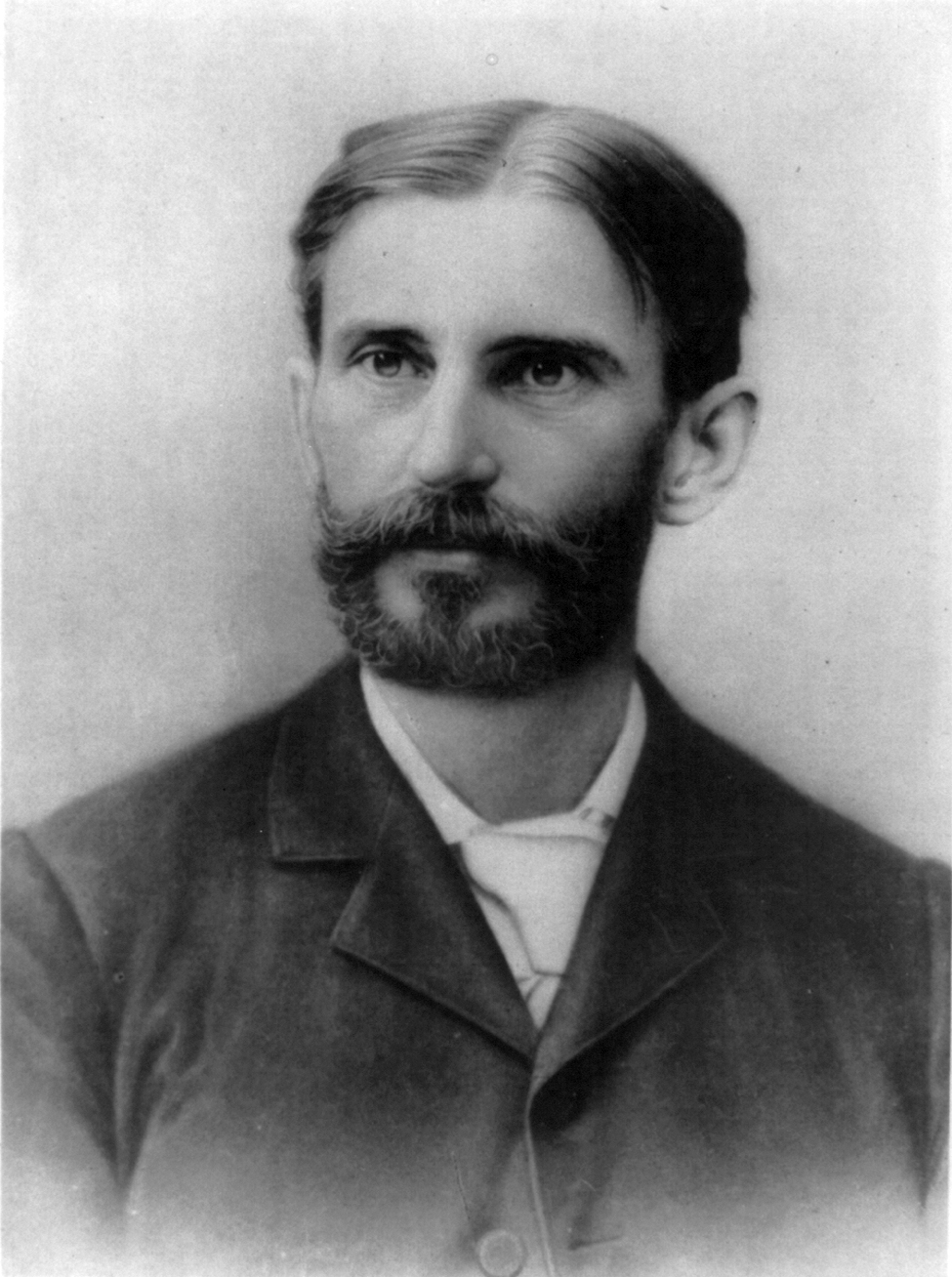
ジョージ・トランブル・ラッド博士

ジョージ・トランブル・ラッド（George Trumbull Ladd、1842年1月19日 - 1921年8月8日）は、アメリカ合衆国の心理学者、教育者。アメリカの実験心理学に大きな影響を及ぼした。

## 生涯
1842年アメリカ合衆国オハイオ州に生れる。ウェスタン・リザーブ大学、アンドーヴァー神学校に進学。聖職者のための教育を受け、ミルウォーキーの会衆派教会の牧師を7年務めたのちボウディン大学の教師となった。この間に神経系統と心的現象の関係について調査を始め、アメリカ初の実験心理学研究を行なった。1881年から1905年までイェール大学哲学部の教授を務め、同校に実験心理学の研究室を設立。1892年、アメリカ心理学会の第2代会長。1892年に日本の帝国大学（現・東京大学）の招待を受け心理学の講演を行う。その後、伊藤博文から依頼を受け、朝鮮（現・韓国）へ渡る。伊藤博文への助言者、教育者として朝鮮で講演など活動。他にインドのカルカッタ、ボンベイ、ベナレスでも講義を行っている。アメリカに帰国後もニューヨーク・タイムズなどに記事を投稿。博士は1889年の帝国教育会の招聘に続き、1906年に、東京商業高等学校の招きで3度目の来日をし、同校で商業道徳の集中講義を行なった。その他各地で講演し、1907年、日本への貢献から外国人初の旭日中綬章（勲三等）を受賞。ラッドはアメリカや日本での心理学発展に貢献した。

## 心理学の先駆者
心理学分野ではイェール大学にもまだ道徳哲学しかない状況であった。1879年～はボウディン大学で心理学講座を担当する。イェール大学の大学院に心理学ができると、1881年～1901年、哲学・心理学教授になる。こうした中でラッドは1892年（明治25年）に帝国大学で講演を依頼されて来日。聴講生にはのちの日本心理学学会の初代会長、松本亦太郎がいた。ラッドは松本にイェール大学への進学を進め、後に日本初の心理学実験室が開設された。ラッドの活動は日本の心理学の基盤となったといわれる。ラッドはアメリカに実験心理学を最初に紹介した一人である。

## 日本との関わり
ラッド博士が朝鮮を訪れた1907年は日本が韓国統監を置いていた時である（併合3年前）。併合直前の韓国情勢を直接目撃した人物として記録を残した。また、韓国統監である伊藤博文との会話、韓国皇帝・高宗との謁見内容、ハーグ密使事件や高宗退位について内情を記録として残し、混乱した朝鮮事情と東アジアの政治情勢を分析。当時、朝鮮にいた外国人の問題(宣教師による誇張が海外に広まっていることなど)、そして、一部の日本人への批判も含んでいるが、混乱の原因として王宮周辺とその政治的腐敗を指摘している。ラッド博士が朝鮮を去った後、外交顧問で友人であったダーハム・スティーブンスと伊藤博文が相次いで朝鮮人の民族主義者によって暗殺された。
1921年、アメリカで逝去。遺灰の一部は遺族によって横浜市鶴見区の總持寺に埋葬され、記念碑が建立された。

## 著作
- The Principles of Church Polity (1882)
- The Doctrine of Sacred Scripture (1884)
- What is the Bible? (1888)
- Essays on the Higher Education (1899), defending the "old" (Yale) system against the Harvard or "new" education, as praised by George Herbert Palmer
- Elements of Physiological Psychology (1889, rewritten as Outlines of Physiological Psychology, in 1890)
- Primer of Psychology (1894)
- Psychology, Descriptive and Explanatory (1894)
- Outlines of Descriptive Psychology (1898); in a "system of philosophy"
- Philosophy of the Mind (1891)
- Introduction To Philosophy: An Inquiry. A Rational System of Scientific Principles in Their Relation To Ultimate Reality (1890)
- Philosophy of Knowledge (1897)
- A Theory of Reality (1899)
- Philosophy of Conduct (1902)
- Philosophy of Religion (2 vols., 1905)
- In Korea with Marquis Ito  (1908)
- Knowledge, Life and Reality (1909)
- Rare Days in Japan (1910)

日本語訳 
- 『初等心理学』 ジオルジ・トランブル・ラッド 著、尾田信忠 訳 冨山房 1897
- 『認識論』 ラッド著、中島力造 抄訳 冨山房 1898
- 『習慣と品性との関係』 ラッド講述、浮田和民訳 1899
- 『教師ノ道徳上ニ於ル資格及職分』 ジ・チ・ラッド 述、佐久間信恭 訳、京都府教育会 編、村上書店 1899
- 『教育学ニ応用シタル心理学』 ジー・ティー・ラッド 述、浮田和民 訳、帝国教育会 編、中島力造 閲 1900
- 『1907』 IN KOREA WITH MARQUIS ITO（伊藤侯爵と共に朝鮮にて）ジョージ・トランブル・ラッド 著　桜の花出版 2015

他

## 関連文献
- 大塚達也「G・T・ラッドの講演をめぐって(一) : 迂路をとって漱石論へ」『語学文学』第34巻、北海道教育大学語学文学会、1996年、19-23頁、doi:10.32150/00010563、ISSN 0286-8962、CRID 1390294827851101568。